# Patrick Savidan
Pour les articles homonymes, voir Savidan.
Patrick Savidan est un philosophe français né en 1965. 
Professeur de philosophie politique à l'université Paris-Panthéon-Assas, il est également directeur de la revue Raison publique. 

## Biographie

### Formation
Il est né en 1965 à La Roche-sur-Yon, fils d'un officier militaire de carrière. Son enfance s'effectue dans différentes villes de garnison, en particulier en Allemagne et en France. Ses professeurs l'orientent dans l'enseignement professionnel. Il y obtient un BEP de comptabilité, mais abandonne sa scolarité en classe de première. Il pratique le judo en compétition, mais se tourne aussi vers le rugby. Il joue pour l'USON Nevers Rugby puis à Bourges, en 2e division. Puis il reprend des études, tout en étant pigiste à Var Matin, y couvrant le sport. Il passe son baccalauréat en auditeur libre, puis s'inscrit en droit à l'université de Toulon. Après un premier cycle en droit, il obtient une bourse pour prolonger ses études par un master de sciences politiques, à l'Université d'Ottawa, au Canada. Il y étudie notamment les théoriciens de l'école de Francfort, et soutient, sous la direction de la politiste Koula Mellos, un mémoire sur Adorno et Habermas. Il choisit de se réorienter et prépare l'agrégation de philosophie qu'il obtient en 1996,, est nommé professeur agrégé au lycée Dessaignes à Blois, puis soutient, à l'université Paris-Sorbonne, sous la direction du philosophe Alain Renaut, une thèse de doctorat consacrée à la philosophie critique du sujet développée par Emmanuel Kant. Ses travaux s'inscrivent dans le champ de la philosophie politique et de l'éthique contemporaines et portent en particulier sur les questions relatives à la justice sociale et à la démocratie.

### Carrière
Patrick Savidan enseigne à l'université Paris-Sorbonne, comme maître de conférences, de 2000 à 2009. Il devient professeur de philosophie politique à l'université de Poitiers de 2009 à 2016, puis à l'université Paris-Est Créteil (ex-Paris 12) de 2016 à 2021. Depuis 2021, il est professeur à l'université Paris-Panthéon-Assas, au sein du département de droit public et de science politique.
Parallèlement à ses activités universitaires, Patrick Savidan a plusieurs engagements. Il a notamment été cofondateur de l'université populaire de Tours en 2005[réf. nécessaire] et président de l'association de 2005 à 2009. Cofondateur en 2003 de l'Observatoire des inégalités,, il en a été le président depuis sa création jusqu'en 2018; il est encore aujourd'hui le président de son conseil scientifique. 
Il est également éditeur. Après avoir été directeur de collections pour les Éditions Grasset (2002-2014), puis pour les Éditions Albin Michel (2014-2017) et pour les Éditions Odile Jacob, il est désormais directeur éditorial des éditions Raison publique qu'il a fondées en 2017, dans le prolongement de la revue de philosophie politique Raison publique qu'il a créée en 2003.
De 2018 à 2020, il a été membre du conseil scientifique de l'Éducation nationale.

## Travaux
Patrick Savidan est l’une des figures du renouveau de la question de l'égalité en France. Il a multiplié les initiatives scientifiques visant à réintroduire dans le débat public français les questions de justice sociale et le souci de déployer davantage l’idéal républicain d’égalité et de liberté comme absence de domination, face à l’accroissement des inégalités dans les sociétés post-industrielles contemporaines.
Dans Repenser l'égalité des chances (2007), Patrick Savidan souligne que l'égalité des chances suppose que des moyens importants (santé, logement, éducation, formation, ...) soient socialement mobilisés pour que chaque nouvelle génération et chaque individu au sein de cette génération ait une chance égale. Il soutient qu'une conception très individualiste de l'égalité des chances ne permet pas d'atteindre cet objectif, mais tend au contraire à renforcer les inégalités. Pour que l'égalité des chances devienne « soutenable », il faudrait selon lui qu'elle produise « des rapports sociaux qui ne rendent pas impossible l'égalité des chances ». Il propose pour cela de l'inscrire dans une perspective plus solidariste. Dans Voulons-nous vraiment l'égalité ?, publié en 2015, il s'interroge sur la raison des conduites - dans le domaine scolaire, dans le rapport aux systèmes de protection sociale, etc. - qui tendent à l'accroissement des inégalités, alors même que nous sommes nombreux à proclamer notre désir d'égalité,. Est-ce «faiblesse de la volonté» ? Est-ce volonté de distinction ? Selon les analyses de Patrick Savidan, ce serait plutôt le résultat des incertitudes qui affaiblissent l'engagement en faveur de la solidarité, au profit de la recherche de la sécurité pour ses proches. 
Les perspectives qu'il développe s'inscrivent dans un dialogue entre les traditions philosophiques continentales et anglo-saxonnes et accordent une place importante aux apports du républicanisme et au pragmatisme de John Dewey, philosophe dont il a traduit La Quête de certitude. Une étude de la relation entre connaissance et action (Paris, Gallimard, 2014 [1929]).

## Ouvrages
- Dictionnaire des inégalités et de la justice sociale, dir., Paris, Presses universitaires de France, 2018.
- Du minimalisme moral : Essais pour Ruwen Ogien, dir. en coll. avec Roberto Merrill, Paris, éditions Raison publique, 2018.
- Dire les inégalités. Représentations, figures, savoirs, dir. en coll. avec Raphaëlle Guidée, Rennes, Presses universitaires de Rennes, 2017.
- Voulons-nous vraiment l'égalité ?, Paris, Éditions Albin Michel, septembre 2015.
- Le multiculturalisme (2009), Paris, Presses universitaires de France (PUF), coll. « Que sais-je ? », 2e édition, 2011.
- L'État des inégalités en France. 2009, dir. en collaboration avec Louis Maurin, Paris, Belin, 2008.
- Repenser l'égalité des chances  (avant-propos à lire en ligne), Paris, Hachette, coll. « Hachette littératures/Pluriel », 13 janvier 2010 (1re éd. 2007), 325 p. (ISBN 978-2-01-279429-0, présentation en ligne, lire en ligne).
- L'État des inégalités en France. 2007, dir. en collaboration avec Louis Maurin, Paris, Belin, 2006.
- Dictionnaire des sciences humaines, dir. en collaboration avec Sylvie Mesure, Paris, Presses universitaires de France, 2006.
- La République ou l'Europe ?, dir., Paris, Le Livre de poche, collection Biblio essais, 2004.
- « Les inégalités », Comprendre, no 4, dir. en collaboration avec Jean-Paul Fitoussi, Paris, Presses universitaires de France, 2003.
- Pluralisme et délibération. Enjeux de la philosophie politique contemporaine, dir. en coll. avec Koula Mellos, Ottawa, Presses de l'Université d'Ottawa, 1999.
- Histoire de la philosophie politique, sous la direction d'A. Renaut, coordination P. Savidan et P.-H. Tavoillot, cinq volumes, Paris, Calmann-Lévy, 1999.
- La Culture de la dette, en collaboration avec Patrice Martin, Montréal, Boréal, 1994.

## Traductions
- Michael Sandel, Justice, Paris, Albin Michel, avril 2016.
- John Dewey, La quête de certitude. Une étude du rapport entre connaissance et action (1929), Paris, Gallimard, collection Bibliothèque de philosophie, 2014.
- John Richard Bowen, L'Islam : un ennemi idéal, Paris, Albin Michel, 2014.
- Charles Taylor, L’Âge séculier, Paris, Seuil, 2011.
- John Stuart Mill, Considérations sur le gouvernement représentatif (1861), Paris, Gallimard, 2009.
- Philip Pettit, Républicanisme : Une théorie de la liberté et du gouvernement (traduit de l'anglais), en collaboration avec Jean-Fabien Spitz, Paris, Gallimard, collection NRF, 2004  (ISBN 978-2-0707-6838-7).
- John Searle, Liberté et neurobiologie, Paris, Grasset, collection Nouveau collège de philosophie, 2003.
- Jürgen Habermas, Éthique de la discussion et la question de la vérité, Paris, Grasset, collection Nouveau collège de philosophie, 2003.
- Will Kymlicka, La citoyenneté multiculturelle, Paris, Boréal / Éditions de la découverte, collection Textes à l'appui / politique et sociétés, 2001.